# Wallace Sargent
Wallace Leslie William Sargent, surnommé Wal Sargent, (né le 15 février 1935 à Elsham (en) en Angleterre, et mort le 29 octobre 2012) est un astronome américain d'origine britannique. 
Il obtient son Ph.D. en 1959 à l'université de Manchester avant d'aller travailler au Caltech (à l'exception d'une absence de quatre années pendant laquelle il prétend avoir dû retourner en Angleterre pour se trouver une épouse, Anneila Sargent).
Sargent est connu pour ses études sur les raies d'absorption des quasars. En 2010, il est professeur d'astronomie Ira S. Bowen au Caltech.
Il est marié avec sa collègue astronome du Caltech, Anneila Sargent.

## Distinctions et récompenses
Prix
- Prix Helen B. Warner (1969)
- Prix Dannie Heineman (1991)
- Médaille Bruce (1994)
- Henry Norris Russell Lectureship (2001)

Éponyme
- L'astéroïde (11758) Sargent